# Gitarrist

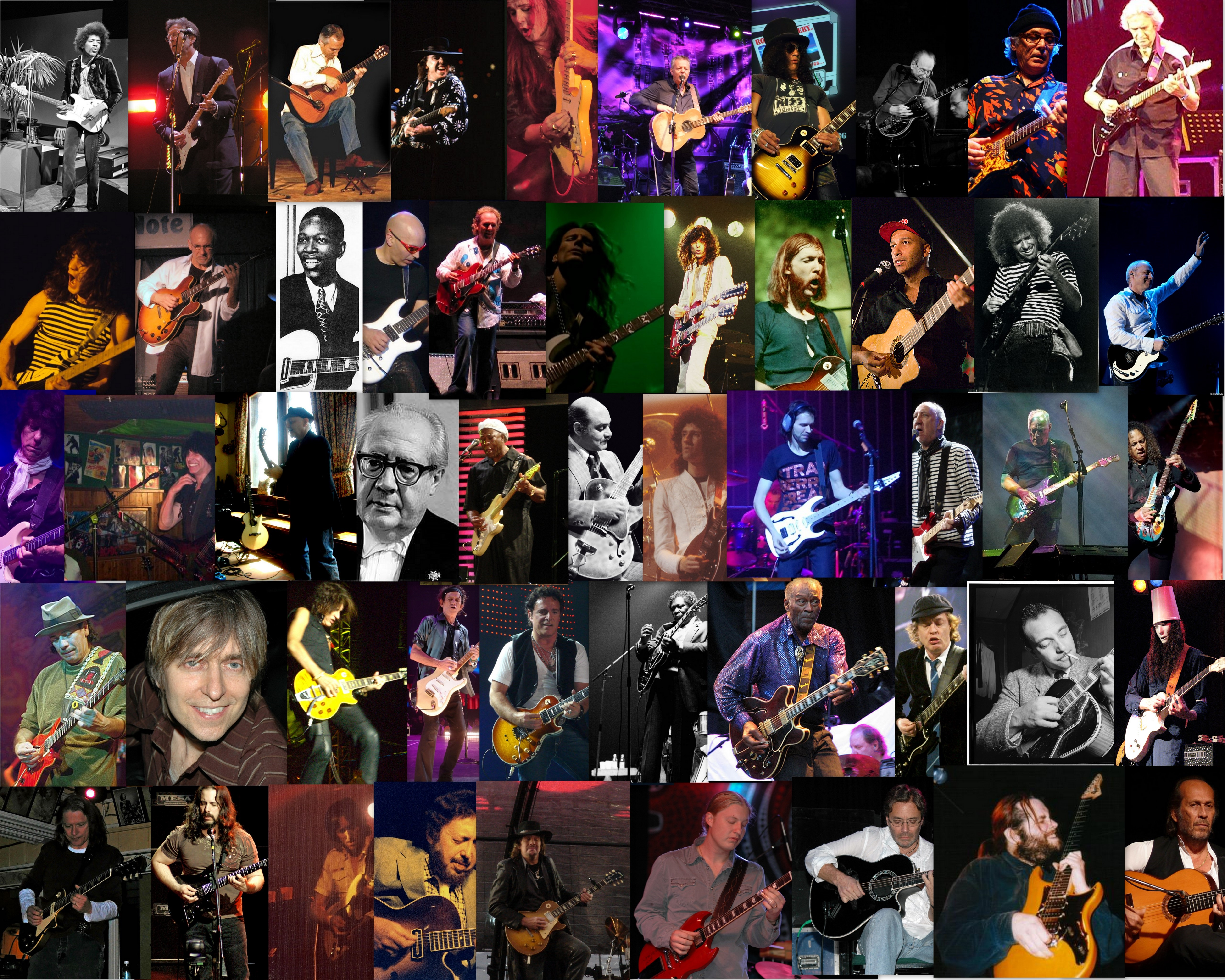
Ett montage av gitarrister. Gitarristerna på bilden finns på bildens sida.

En gitarrist är en person som spelar gitarr. En gitarrist kan spela många olika instrument från gitarrfamiljen som klassiska gitarrer, akustiska gitarrer, elgitarrer och basgitarrer. Många spelar kompgitarr till sång eller munspel.

## Teknik
En gitarrist kan använda flera olika tekniker för att påverka gitarrens ljud, där lämplig teknik bland annat beror på vad strängarna består av (nylon eller stål). Gitarrens strängar kan slås an med fingrarna eller ett plektrum.
En gitarrist kan på flera olika sätt välja toner och ackord. En gitarr har sex strängar och är vanligtvis stämd E-A-D-G-B-E, vilket innebär att dessa toner kan spelas bara genom att slå an någon av strängarna, utan att greppa gitarrens hals. Övriga toner åstadkommer gitarristen genom att slå an en sträng med ena handen (eller med exempelvis ett plektrum) och samtidigt använda den andra handen för att trycka ned strängen på lämpligt ställe mot gitarrhalsen, vilket förkortar strängens våglängd och därmed ger en högre tonhöjd när strängen slås an. En gitarrhals har vanligtvis en greppbräda i trä med band i metall, där varje band representerar en tonhöjning på en halvton.
De enklare ackorden byggs upp av att några strängar spelas "öppna", det vill säga inte behöver greppas med handen, medan andra greppas. Ett ackord kan flyttas eller transponeras uppåt i tonhöjd genom att alla positioner för fingrarna flyttas, samt att pekfingret anbringas tvärs över greppbrädan, strax "bakom" det nya läget, vilket kallas för barréackord. Ett tonartsbyte kan också åstadkommas genom att fästa en kapodaster ett eller flera band upp längs gitarrhalsen. Gitarristen kan då spela en ackordföljd eller melodislinga på inövat sätt "ovanför" kapodastern som då ljuder en eller flera halvtoner högre.
Andra sätt att påverka ljudet från en gitarr är genom linjärt och lateralt vibrato, bend, hammer-on och pull-off. Linjärt vibrato utförs främst på nylonsträngad gitarr och uppnås genom att ge fingret en fram- och tillbakagående rörelse på en sträng inom ett band. Lateralt vibrato förekommer främst på elgitarr och görs genom att ge fingret en rörelse som drar strängen i sidled fram och tillbaka. När en sträng dras i sidled uppstår en påtaglig förändring av tonhöjden, en så kallad "bend". Hammer-on uppstår när man slår an en sträng och sedan snabbt sätter ett finger på ett band högre upp på gitarrhalsen. En pull-off är motsatsen, man trycker ned en sträng och slår an den, sedan tar man bort fingret snabbt vilket sänker tonen.

## Roller
En gitarrist kan spela som solo- eller kompgitarrist. I allmänhet ackompanjerar en kompgitarrist till andra instrument genom att rytmiskt slå an hela polyfoniska ackord. En sologitarrist spelar mer melodiskt eller monofont, ofta tillsammans med en kompgitarrist.